# بيني ديس
بيني ديس (بالإنجليزية: Benny Dees)‏ هو لاعب كرة قاعدة أمريكي، ولد في 29 ديسمبر 1936 في ماونت فيرنون في الولايات المتحدة.